# Condado de Rowan (Kentucky)
O Condado de Rowan é um dos 120 condados do estado americano de Kentucky. A sede do condado é Morehead, e sua maior cidade é Morehead. O condado possui uma área de 741 km² (dos quais 14 km² estão cobertos por água), uma população de 22 094 habitantes, e uma densidade populacional de 30 hab/km² (segundo o censo nacional de 2000). O condado foi fundado em 1856.